# 小俣一生
小俣 一生（おまた いっせい、1992年10月14日 - ）は、日本の俳優、タレント。所属事務所はMILLENNIUM PRO。かつてはEnthenaにも所属していた。
東京都出身（昭島市育ち）。同じくMILLENNIUM PROに所属する鷹松宏一とともに、2013年9月にAGN@Enthenaを創立する。
身長171センチメートル。血液型B型。特技は歌と野球。

## 主な出演

### テレビ
- タンブリング（2010年、TBS） - 部員 役
- 素直になれなくて（2010年、フジテレビ） - 客 役
- 白戸修の事件簿（2012年、TBS） - AD 役
- 最高の人生の終り方〜エンディングプランナー〜（2012年、TBS） - 男B 役
- 放課後はミステリーとともに（2012年、TBS） - 小菅仁 役
- Mr.サンデー 再現V（2012年、フジテレビ/関西テレビ） - 大学生 役
- 報道ドラマ 生きろ 〜戦場に残した伝言〜（2013年、TBS） - 長濱孝明 役
- 刑事のまなざし（2013年、TBS） - 若い男 役
- 1914 幻の東京〜よみがえるモダン都市〜（2014年、NHK）
- シャキーン！ザ・ナイト 同じ台本劇場・人間観察クイズコーナー（2014年、NHK）
- いけない!ルナ先生〜お勉強大作戦!! 格差社会をぶっつぶせ！（2014年、WOWOW） - 友人B 役
- 風媒花（2016年、千葉テレビ） - 工藤崇 役[3]
- ユーチューバーに娘はやらん! 第3話（2022年1月31日 、テレビ東京） - 塩尻 役

### 舞台
- 舞台 華アワセ 〜based on 「華アワセ 蛟編」〜（2014年1月、天王洲 銀河劇場） - 少年A 役
- 劇団アメリカンコミックシアター旗揚げ公演『DEAD or ALIVE or ARBEIT』（2014年10月、ワーサルシアター） - マスク・ド・オキアミ 役
- 神田時来組『大新撰組〜不器用にしか生きられなかった自分たち〜』（2015年2月、俳優座劇場） - 竹森源二 役
- GRIPPERプロデュース公演『DOG’S』（2015年4月、笹塚ファクトリー）[4] - フクスケ 役
- 流れる雲よ〜未来から愛を込めて〜（2015年6月、新宿シアターモリエール） - 山口涼太 役
- Xion（2015年11月、笹塚ファクトリー） - デスペルターNo.1 役
- エンテナ PLAY UNION 第二回公演『年の始めのためしとて』「タナと毒の女王」（2016年1月、萬劇場） - 田中友祐 役
- 暁のヨナ（2016年3月、EX THEATER ROPPONGI） - 兵士2、中毒者1 役
- GRASP produce vol.4『舞台「龍狼伝」第二章』（2016年4月、シアター1010） - 陸遜 役
- 民放連賞優秀賞受賞作品 演劇集団アトリエッジ『ぞめきの消えた夏〜グアム玉砕戦乱舞闘〜』（2016年5月、新宿村LIVE）[5][6] - 矢崎良一 役
- エンテナ PLAY UNION 第三回公演『あぁ、六月の雨〜ひとときの気まぐれ〜』「幸せの万華鏡」（2016年6月、萬劇場） - 主演：大野翼 役
- フルコンタクト！〜松風少年院・第七分院くすのき寮合唱団〜（2017年5月、萬劇場） - 藤沢真守 役[7]
- Gentle Winds〜あの風が吹いたとき〜（2018年5月、ザムザ阿佐谷） - 主演：風見志郎 役[8]
- 朱を喰らうモノの月〜標月島編〜（2018年11月、新宿村LIVE） - サトナ 役[9]
- みんなのうた（2019年4月、ポケットスクエア 劇場MOMO） - 松永アキラ 役
- 萬腹企画 7杯目『封印壊除』（2019年7月、萬劇場） - ナナシ 役[10]
- TBS SPARKLE×Age Global Networks 『Three Rage』（2019年8月、CBGKシブゲキ!!） - 望月透 役[11]
- ピオフィオーレの晩鐘〜運命の白百合〜（2019年10月、シアターサンモール） - オルロック 役[12]
- CHAIN〜因縁の連鎖〜（2019年12月、浅草九劇） - 綾瀬亮 役
- SHINOBI NOW!!（2020年1月、IMAホール） - 柘植灯希 役[13]
- 萬腹企画 10杯目『BUGBUG西遊記』（2020年2月、ポケットスクエア ザ・ポケット） - 四条レイジ 役[14]
- 萬腹企画 14杯目『ハガネノコドウ A-E』（2022年5月、あうるすぽっと） - 御形シキ 役[15][16]
- 萬腹企画 15杯目『恋愛疾患特殊医療機 a-xブラスター』（2022年11月、シアター・アルファ東京） - 本橋賢 役[17]
- 萬腹企画 16杯目『MAGIAGIA -マギアギア-』（2023年4月、あうるすぽっと） - 水野弁護士 役[18]
- なおりく 第一回本公演『声。』（2023年8月、バルスタジオ） - 又兵衛 役[19]
- SEPT presents『DREAM TELLER』（2023年11月、こくみん共済 coop ホール／スペース・ゼロ） - 志島 役[20]
- NONE FACTORY 第一回本公演『メリークリスマス』（2023年12月、バルスタジオ）[21]
- 萬腹企画 17杯目『封印壊除』（2024年3月、シアターグリーン BIG TREE THEATER） - 八生ヤタ 役[22]
- なおりく 第二回本公演『間。』（2024年5月、バルスタジオ） - 又兵衛 役[23]
- SEPT presents『WORLD BROKER』（2024年6月、こくみん共済 coop ホール／スペース・ゼロ） - 灰 役[24]
- 萬腹企画 18杯目『怨霊撲滅屋GB』（2024年11月、新宿シアターモリエール） - 有家タク 役[25]
- なおりく 第三回本公演『時。』（2025年3月、バルスタジオ） - 又兵衛、ブルドッグのマタベエ 役[26]
- SEPT presents『SANZ:0』（2025年5月、こくみん共済 coop ホール／スペース・ゼロ） - 轟喜一郎 役[27]
- 萬腹企画 19杯目『恋愛疾患特殊医療機 a-xブラスター』（2025年7月、六行会ホール） - 本橋賢 役[28]
- SEPT fate to ReAnimation『Rebellion』（2025年10月〈予定〉、こくみん共済 coop ホール／スペース・ゼロ）[29]

### 映画
- 闇金ウシジマくん（2015年4月26日 - ） - 群衆A 役
- ガチバン NEW GENERATION1・2（2015年1月31日 - ） - 少年A 役
- レジェンド 最凶覚醒（2015年4月26日 - ） - 沙羅曼蛇3 役
- 風媒花（2016年10月22日 - ） - 工藤崇 役
- CAGE（2017年9月21日 - ） - サラリーマン 役
- 迷子の海辺（2018年7月14日 -） - 若者 役

### 声優
- 大和ハウス工業WEB『エコ未来設計図』若者役・スーパーの店員 役
- TVCM『TSUTAYA旧作劇場』〜どちらも仲良く100円編〜観てない旧作は新作編〜夏はインドア編〜

### その他
- WALLOP放送局「Stand Up TV」メインMC レギュラー（2012年4月 - 、WALLOP放送局）
- WALLOP放送局「りぷっThena」（2016年4月 - 、WALLOP放送局） - レギュラー出演
- Shibuya Cross-FM「イケメンSCRAMBLE」（2015年8月15日、Shibuya Cross-FMインターネットTV）
- 2.5次元俳優カラオケイベント「FREE TIME!!!」（2017年9月7日、TSUTAYA O-EAST）